# Hermitage (Soesterberg)
De Hermitage of Kluizenaarsgrot is een rijksmonument op landgoed De Paltz in Soesterberg in de provincie Utrecht.
De grot stond in het centrum van een doolhof, die vermoedelijk tussen 1883 en 1884 werd ontworpen door Leonard Springer. De folly is gebouwd van gemetselde sintels, baksteen, slakken en onregelmatig gevormde stenen. Het dak, dat voor een groot deel is ingestort, wordt gedragen door spoorrails. Het doolhof wordt weer volgens de historische tekening aangeplant.
In het midden van de grot staat een pijler om het dak te steunen. Hierachter staat een beeld van een zittende monnik, waarvan het hoofd ontbreekt. Deze monnik houdt met zijn ene hand een kruis voor de borst, en houdt met zijn andere hand een boek vast.
Op het dak van de grot zat een waterreservoir. Als bezoekers de kluizenaarsgrot hadden bereikt konden ze in de grot het reservoir openzetten, zodat voor de ingang een watergordijn ontstond. Een vergelijkbare grot met watergordijn bevindt zich in park Sonsbeek.